# Semana Blanca
La Semana Blanca es una semana no lectiva docente dentro del calendario escolar de enseñanzas no universitarias en España, para compensar el hecho de que los días festivos locales coinciden con los meses no lectivos del verano. 
Por ejemplo, en el caso de la ciudad de Málaga que celebra la Feria de Agosto.
Esta semana coincide con la última semana de febrero y a veces la primera de marzo. Los dos días festivos trasladados desde el verano, más los dos días no lectivos que dispone el profesorado, son reunidos con la fiesta autonómica, juntando estos cinco días libres en la misma semana.
Es la semana que hay al final de febrero, siempre incluyendo el Día de Andalucía.
En 2011, Cataluña tomó también esta iniciativa al haber comenzado una semana antes el calendario lectivo. Sin embargo, la práctica no tuvo continuidad.